# Gia đình đá quý
Gia đình đá quý (tiếng Hàn: 보석비빔밥; Romaja: Bosuk Bibimbap) là một bộ phim truyền hình Hàn Quốc 2009 với sự tham gia của diễn viên Go Na-eun, Lee Tae-gon, So Yi-hyun, Lee Hyun-jin và Lee Il-min. Phim chiếu trên MBC từ 5 tháng 9 năm 2009 đến 21 tháng 2 năm 2010 vào mỗi thứ 7&chủ nhật lúc 21:45 gồm 50 tập.

## Phân vai
Gia đình họ Gung
- Go Na-eun vai Gung Bi-chwi (Ngọc Bích)
- So Yi-hyun vai Gung Ryu-bi (Ruby)
- Lee Hyun-jin vai Gung San-ho (San Hô)
- Lee Il-min vai Gung Ho-bak (Hổ Phách)
- Han Jin-hee vai ba Gung Sang-shik
- Han Hye-sook vai mẹ Pi Hye-ja
- Kim Young-ok vai Kyul Myung-ja, mẹ Sang-shik
- Jung Hye-sun vai Baek Jo, mẹ Hye-ja

Gia đình họ Seo
- Lee Tae-gon vai Seo Young-guk
- Choi Ah-jin vai Seo Kkeut-soon
- Park Geun-hyung vai Seo Ro-ma
- Hong Yoo-jin vai Lee Tae-ri

Phân vai phụ
- Michael Blunck vai Kyle Huntington[2][3]
- Jeong Yu-mi vai Lee Kang-ji
- Seo Woo-rim vai Boss ("Sajang")
- Yoon Jong-hwa vai Yoo Byung-hoon,
- Won Jong-rye vai mẹ Byung-hoon
- Jung Yi-yeon vai Myung Sun-mi
- Choi Jae-ho vai Ji Bang-kyu
- Hwang Hyo-eun vai Ma Ye-soon
- Kwon Min vai Hwang Woo-bin,
- Seo Dong-soo vai Director Kim
- Hong Seok-cheon vai Director Hong
- Han Ji-hoo vai Tae-sung

## Giải thuởng
2009 MBC Drama Awards
- Excellence Award, Actress: Go Na-eun
- Golden Acting Award, Actress in a Serial Drama: Kim Young-ok
- Golden Acting Award, Actress in a Serial Drama: Jung Hye-sun